# Eve Plumb
Eve Plumb (Burbank, California; 29 de abril de 1958) es una actriz estadounidense.

## Biografía
Alcanza una enorme popularidad, siendo todavía una niña, al interpretar, entre 1969 y 1974 el personaje de Jan Brady en la sitcom de enorme éxito en su momento The Brady Bunch. El personaje se correspondía con la mediana de las hijas de la familia, una niña tímida, aplicada y en ocasiones celosa de su hermana mayor Marcia Brady, interpretada por Maureen McCormick. 
Tras la cancelación de la serie, la adolescente Plumb continuó su carrera interpretativa, especialmente en la pequeña pantalla. Así, intervino en la película estrenada directamente en TV Dawn: Portrait of a Teenage Runaway (1976) y en la miniserie Mujercitas (1978), adaptación de la novela de Louisa May Alcott, en el papel de Beth March.
Por otro lado, aunque Plumb fue el único miembro del reparto original que no intervino en el programa de variedades Brady Bunch Hour (1976-1978), con posterioridad retomó el personaje que le lanzó a la fama en las secuelas The Brady Girls Get Married (1980) y A Very Brady Christmas (1988), así como los spin-off The Brady Brides (1981) y The Bradys (1990).
Plumb ha realizado otros trabajos para televisión, como la serie Fudge (1995–1997) y diversas apariciones episódicas y cameos en distintas producciones.